# Троица
Троица е село в Североизточна България. То се намира в община Велики Преслав, област Шумен.

## География
Селото се намира в югозападната част на полите на Шуменското плато. През селото минава ручей, в миналото пълноводен и с множество водни мелници.

## История
В центъра на селото се намира църквата „Света Троица“.
В Троицкия боаз, на 2,5 км северозападно от село Троица, в скала с името „Мамил таш“ е оформен скален манастир. Тук е открита плоча със славянски надпис ("писах аз граматик Андрея, месец априля…" следва годината, силно нечетлива). Близо до надписа са изрязани изображения на човек, брадва и кръст. В същия боаз е открит още един скален манастир, състоящ се от две отделения със запазени жлебове по пода и стените.

## Население
Численост на населението според преброяванията през годините:
| \| Година на преброяване \| Численост \| \| --------------------- \| --------- \| \| 1934 \| 1255 \| \| 1946 \| 1211 \| \| 1956 \| 1310 \| \| 1965 \| 1426 \| \| 1975 \| 1226 \| \| 1985 \| 1185 \| \| 1992 \| 873 \| \| 2001 \| 852 \| \| 2011 \| 755 \| \| 2021 \| 613 \| |           |
| Година на преброяване | Численост |
| 1934 | 1255      |
| 1946 | 1211      |
| 1956 | 1310      |
| 1965 | 1426      |
| 1975 | 1226      |
| 1985 | 1185      |
| 1992 | 873       |
| 2001 | 852       |
| 2011 | 755       |
| 2021 | 613       |

### Етнически състав

#### Преброяване на населението през 2011 г.
Численост и дял на етническите групи според преброяването на населението през 2011 г.:
|                     | Численост | Дял (в %) |
| Общо                | 755       | 100.00    |
| Българи             | 344       | 45.56     |
| Турци               | 397       | 52.58     |
| Цигани              | ?         | ?         |
| Други               | ?         | ?         |
| Не се самоопределят | ?         | ?         |
| Неотговорили        | 5         | 0.66      |

## Личности
Починали в Троица
- Спиро Хаджиев (1873 – 1945), български революционер от ВМОРО